# Heineken Cup 1996-1997
Heineken Cup 1996-97 (in inglese 1996-97 Heineken Cup; in francese H Cup 1996-97) fu la 2ª edizione della massima competizione europea per club di rugby a 15.
Si tenne dal 12 ottobre 1996 al 25 gennaio 1997 tra 20 squadre provenienti da Francia, Galles, Inghilterra, Irlanda, Italia e Scozia.
La novità rispetto alla stagione precedente fu l'ingresso di quattro squadre inglesi, le prime classificate della Division One 1995-96, e tre scozzesi.
Visto l'aumento di squadre partecipanti rispetto all'edizione precedente, esse furono divise in quattro gironi da cinque squadre, le prime due di ciascuno dei quali passarono alla fase a play-off.
Nei quarti di finale le vincitrici dei gironi da A a D incontrarono, in ordine inverso, le seconde dei gironi da D ad A; solo il Tolosa campione uscente, tra le seconde classificate, passò in semifinale battendo Dax; lo stesso Tolosa cadde poi in semifinale a opera di Leicester mentre invece Cardiff cadde con Brive.
La finale, all'Arms Park di Cardiff, vide Brive imporsi per 28-9 e conquistare il suo primo titolo.
Per la seconda volta consecutiva il trofeo rimase, quindi, in Francia.
Il valore delle marcature, come stabilito dall’IRFB nel 1992, era: 5 punti per ciascuna meta (7 se trasformata), 3 punti per la realizzazione di ciascun calcio piazzato, idem per il drop.

## Squadre partecipanti
| Girone A            | Girone B                | Girone C                 | Girone D             |
| ------------------- | ----------------------- | ------------------------ | -------------------- |
| Bath (Inghilterra)  | Borders (Scozia)        | Brive (Francia)          | Cardiff RFC (Galles) |
| Benetton (Italia)   | Leicester (Inghilterra) | Caledonia Reds (Scozia)  | Milan (Italia)       |
| Dax (Francia)       | Leinster (Irlanda)      | Harlequins (Inghilterra) | Munster (Irlanda)    |
| Edimburgo (Scozia)  | Llanelli (Galles)       | Neath (Galles)           | Tolosa (Francia)     |
| Pontypridd (Galles) | Pau (Francia)           | Ulster (Irlanda)         | Wasps (Inghilterra)  |

## Fase a gironi

### Girone A
|            | Incontri               |       |
| ---------- | ---------------------- | ----- |
| 12-10-1996 | Bath – Edimburgo       | 55-26 |
| 12-10-1996 | Pontypridd – Benetton  | 28-22 |
| 16-10-1996 | Edimburgo – Pontypridd | 10-32 |
| 16-10-1996 | Benetton – Dax         | 14-34 |
| 19-10-1996 | Pontypridd – Bath      | 19-6  |
| 20-10-1996 | Dax – Edimburgo        | 69-12 |
| 26-10-1996 | Bath – Dax             | 25-16 |
| 27-10-1996 | Edimburgo – Benetton   | 23-43 |
| 2-11-1996  | Dax – Pontypridd       | 22-18 |
| 3-11-1996  | Benetton – Bath        | 27-50 |

#### Classifica
| Pos | Squadra    | G | V | N | P | PF  | PS  | P±   | PT |
| --- | ---------- | - | - | - | - | --- | --- | ---- | -- |
| A1  | Dax        | 4 | 3 | 0 | 1 | 141 | 69  | 72   | 6  |
| A2  | Bath       | 4 | 3 | 0 | 1 | 136 | 88  | 48   | 6  |
| A3  | Pontypridd | 4 | 3 | 0 | 1 | 97  | 60  | 37   | 6  |
| A4  | Benetton   | 4 | 1 | 0 | 3 | 106 | 135 | −29  | 2  |
| A5  | Edimburgo  | 4 | 0 | 0 | 4 | 71  | 199 | −128 | 0  |

### Girone B
|            | Incontri             |       |
| ---------- | -------------------- | ----- |
| 12-10-1996 | Pau – Borders        | 85-28 |
| 12-10-1996 | Llanelli – Leinster  | 34-17 |
| 16-10-1996 | Leinster – Leicester | 10-27 |
| 16-10-1996 | Borders – Llanelli   | 24-16 |
| 19-10-1996 | Llanelli – Pau       | 31-15 |
| 19-10-1996 | Leicester – Borders  | 43-3  |
| 26-10-1996 | Pau – Leicester      | 14-19 |
| 26-10-1996 | Borders – Leinster   | 25-34 |
| 2-11-1996  | Leinster – Pau       | 25-23 |
| 2-11-1996  | Leicester – Llanelli | 25-16 |

#### Classifica
| Pos | Squadra   | G | V | N | P | PF  | PS  | P±  | PT |
| --- | --------- | - | - | - | - | --- | --- | --- | -- |
| B1  | Leicester | 4 | 4 | 0 | 0 | 114 | 43  | 71  | 8  |
| B2  | Llanelli  | 4 | 2 | 0 | 2 | 97  | 81  | 16  | 4  |
| B3  | Leinster  | 4 | 2 | 0 | 2 | 86  | 109 | −23 | 4  |
| B4  | Pau       | 4 | 1 | 0 | 3 | 137 | 103 | 34  | 2  |
| B5  | Borders   | 4 | 1 | 0 | 3 | 80  | 178 | −98 | 2  |

### Girone C
|            | Incontri                    |       |
| ---------- | --------------------------- | ----- |
| 12-10-1996 | Brive – Neath               | 34-19 |
| 13-10-1996 | Caledonia Reds – Ulster     | 34-41 |
| 16-10-1996 | Neath – Caledonia Reds      | 27-18 |
| 16-10-1996 | Ulster – Harlequins         | 15-21 |
| 19-10-1996 | Harlequins – Neath          | 44-22 |
| 20-10-1996 | Caledonia Reds – Brive      | 30-32 |
| 26-10-1996 | Neath – Ulster              | 15-13 |
| 27-10-1996 | Brive – Harlequins          | 23-10 |
| 2-11-1996  | Harlequins – Caledonia Reds | 56-35 |
| 2-11-1996  | Ulster – Brive              | 6-17  |

#### Classifica
| Pos | Squadra        | G | V | N | P | PF  | PS  | P±  | PT |
| --- | -------------- | - | - | - | - | --- | --- | --- | -- |
| C1  | Brive          | 4 | 4 | 0 | 0 | 106 | 65  | 41  | 8  |
| C2  | Harlequins     | 4 | 3 | 0 | 1 | 131 | 95  | 36  | 6  |
| C3  | Neath          | 4 | 2 | 0 | 2 | 83  | 109 | −26 | 4  |
| C4  | Ulster         | 4 | 1 | 0 | 3 | 75  | 87  | −12 | 2  |
| C5  | Caledonia Reds | 4 | 0 | 0 | 4 | 117 | 156 | −39 | 0  |

### Girone D
|            | Incontri          |       |
| ---------- | ----------------- | ----- |
| 12-10-1996 | Munster – Milan   | 23-5  |
| 13-10-1996 | Wasps – Cardiff   | 24-26 |
| 16-10-1996 | Milan – Tolosa    | 26-44 |
| 16-10-1996 | Cardiff – Munster | 48-18 |
| 19-10-1996 | Tolosa – Cardiff  | 36-20 |
| 19-10-1996 | Munster – Wasps   | 49-22 |
| 26-10-1996 | Wasps – Tolosa    | 77-17 |
| 26-10-1996 | Cardiff – Milan   | 41-19 |
| 2-11-1996  | Tolosa – Munster  | 60-19 |
| 2-11-1996  | Milan – Wasps     | 23-33 |

#### Classifica
| Pos | Squadra     | G | V | N | P | PF  | PS  | P±  | PT |
| --- | ----------- | - | - | - | - | --- | --- | --- | -- |
| D1  | Cardiff RFC | 4 | 3 | 0 | 1 | 135 | 97  | 38  | 6  |
| D2  | Tolosa      | 4 | 3 | 0 | 1 | 157 | 142 | 15  | 6  |
| D3  | Wasps       | 4 | 2 | 0 | 2 | 156 | 115 | 41  | 4  |
| D4  | Munster     | 4 | 2 | 0 | 2 | 109 | 135 | −26 | 4  |
| D5  | Milan       | 4 | 0 | 0 | 4 | 73  | 141 | −68 | 0  |

## Play-off
|  | Quarti di finale | Quarti di finale | Quarti di finale |             |           | Semifinali | Semifinali | Semifinali |  |  | Finale | Finale | Finale |  |
|  |                  |                  |                  |             |           |            |            |            |  |  |        |        |        |  |
|  | A1               | Dax              | 18               |             |           |            |            |            |  |  |        |        |        |  |
|  | A1               | Dax              | 18               |             |           |            |            |            |  |  |        |        |        |  |
|  | D2               | Tolosa           | 26               |             |           |            |            |            |  |  |        |        |        |  |
|  | D2               | Tolosa           | 26               |             | Tolosa    | Tolosa     | 11         |            |  |  |        |        |        |  |
|  |                  |                  |                  |             | Tolosa    | Tolosa     | 11         |            |  |  |        |        |        |  |
|  |                  |                  | Leicester        | Leicester   | 37        |            |            |            |  |  |        |        |        |  |
|  | B1               | Leicester        | Leicester        | Leicester   | 37        | 23         |            |            |  |  |        |        |        |  |
|  | B1               | Leicester        |                  |             |           |            |            |            |  |  |        |        |        |  |
|  | C2               | Harlequins       | 13               |             |           |            |            |            |  |  |        |        |        |  |
|  | C2               | Harlequins       | 13               |             | Leicester | Leicester  | 9          |            |  |  |        |        |        |  |
|  |                  |                  |                  |             |           |            |            |            |  |  |        |        |        |  |
|  |                  |                  | Brive            | Brive       | 28        |            |            |            |  |  |        |        |        |  |
|  | C1               | Brive            | Brive            | Brive       | 28        | 35         |            |            |  |  |        |        |        |  |
|  | C1               | Brive            |                  |             |           |            |            |            |  |  |        |        |        |  |
|  | B2               | Llanelli         | 14               |             |           |            |            |            |  |  |        |        |        |  |
|  | B2               | Llanelli         | 14               |             | Brive     | Brive      | 26         |            |  |  |        |        |        |  |
|  |                  |                  |                  |             | Brive     | Brive      | 26         |            |  |  |        |        |        |  |
|  |                  |                  | Cardiff RFC      | Cardiff RFC | 13        |            |            |            |  |  |        |        |        |  |
|  | D1               | Cardiff RFC      | Cardiff RFC      | Cardiff RFC | 13        | 22         |            |            |  |  |        |        |        |  |
|  | D1               | Cardiff RFC      |                  |             |           |            |            |            |  |  |        |        |        |  |
|  | A2               | Bath             | 19               |             |           |            |            |            |  |  |        |        |        |  |

### Quarti di finale
| Arbitro: | Gordon Black |

|                          |      |           |
| Walker                   | mt   | N. Thomas |
| J. Davies                | tr   | Catt      |
| J. Davies (3) Jarvis (2) | c.p. | Catt (4)  |

| Arbitro: | Patrick Thomas |

|                |      |                                |
| Mola (2)       | mt   | Marfaing tecnica               |
| R. Dourthe     | tr   | Deylaud T. Castaignède         |
| R. Dourthe (2) | c.p. | Deylaud (2) T. Castaignède (2) |

| Arbitro: | Clayton Thomas |

|                    |      |               |
| Cockerill R. Liley | mt   | Luger Carling |
| R. Liley (2)       | tr   |               |
| R. Liley (3)       | c.p. | Challinor     |

| Arbitro: | Brian Campsall |

|                            |      |               |
| Labrousse D. Venditti      | mt   | I. Evans (2)  |
| Lamaison (2)               | tr   | F. Botica (2) |
| A. Penaud (3) Lamaison (4) | c.p. |               |

### Semifinali
| Arbitro: | Jim Fleming |

|                              |      |             |
| Hackney Healey Garforth Back | mt   | Marfaing    |
| J. Liley (3)                 | tr   |             |
| J. Liley (2)                 | c.p. | Deylaud (2) |

| Arbitro: | Brian Stirling |

|                    |      |            |
| Duboisset Venditti | mt   | tecnica    |
| Lamaison (2)       | tr   | J. Davies  |
| Lamaison (4)       | c.p. | Davies (2) |

### Finale
| Arbitro: | Derek Bevan |

|                                         |      |                        |
| Viars 5’ Fabre 55’ S. Carrat 64’, 80+1’ | mt   |                        |
| Lamaison 80+1’                          | tr   |                        |
| Lamaison 4’                             | c.p. | 26’, 35’, 54’ J. Liley |
| Lamaison 74’                            | drop |                        |